# Jurij Šul'man
Jurij Šul'man (in bielorusso Юрий Шульман?; Minsk, 29 aprile 1975) è uno scacchista statunitense di origine bielorussa.
Nel 1994 vinse il campionato della Bielorussia e l'anno successivo ottenne il titolo di Grande maestro. Ebbe tra i suoi istruttori il grande maestro Boris Gelfand.
Nel 1999 si trasferì a Dallas per studiare all'Università del Texas. Dopo essersi laureato in scienze finanziarie rimase negli Stati Uniti, acquisendone la nazionalità.
Partecipò a quattro olimpiadi degli scacchi: dal 1994 al 1998 con la Bielorussia e nel 2008 con gli Stati Uniti. Vinse la medaglia di bronzo di squadra alle olimpiadi di Dresda 2008.
Nella lista Elo di aprile 2009 ha 2632 punti.
Tra i principali risultati i seguenti:
- 1995: vince il campionato europeo juniores
- 1998: 2º al campionato della Bielorussia
- 2000: =1º nel US National Open;  1º al Koltanowski Memorial
- 2001: =1º al World Open di Filadelfia
- 2004: 3º al campionato degli Stati Uniti
- 2006: 1º al campionato americano open di Chicago;  2º al campionato americano assoluto di San Diego
- 2007: =1º al Chicago Open
- 2008: vince il campionato assoluto degli Stati Uniti

Attualmente vive a Barrington (località dell'Illinois nell'area metropolitana di Chicago) dove dà lezioni di scacchi nelle scuole e privatamente. Ha fondato recentemente la "Yury Shulman International Chess School", organizzazione basata sul volontariato con scopi didattici e filantropici.